# Лайонс, Джослин Роуз
Джо́слин Ро́уз Ла́йонс (англ. Joslyn Rose Lyons; 26 июля 1979, Калифорния, США) — американский продюсер, режиссёр, сценаристка, актриса

.

## Биография и карьера
Джослин Роуз Лайонс родилась 26 июля 1979 года в штате Калифорния, США. Она поступила в Калифорнийский колледж искусств, где изучала визуальные искусства и окончила Калифорнийский университет в Беркли, получив степень по теории кино.
Режиссёрский дебют Джослин состоялся с документальным фильмом о хип-хопе «Звук духа» (Common, André 3000, CeeLo Green, Saul Williams). Документальный фильм, премьера которого состоялась на Всемирном кинофестивале HBO Urban World, победил в номинации «Лучший музыкальный документальный фильм в Нью-Йорк Интернэшнл» и стал официальным отбором жюри в London Raindance, Black International Cinema Berlin и Los Angeles International.
Джослин продолжала направлять контент для «Def Poetry с HBO и Simmons Lathan Media Group. Она выпустила контент для BET, Centric, VH1 Soul, MTV и внесла свой вклад в документальные фильмы для Oprah Winfrey Network, PBS и Discovery.
В 2009 году Лайонс сыграла в эпизоде телесериала «Отчаянные домохозяйки» в роли родственницы Солисов.
В 2015 году она сняла видео для Chad Hugo's (N.E.R.D., Neptunes) The Quarry's «Frozen Hearts».

## Избранная фильмография
| Год  |   | Русское название      | Оригинальное название | Роль                 |
| ---- | - | --------------------- | --------------------- | -------------------- |
| 2009 | с | Отчаянные домохозяйки | Desperate Housewives  | родственница Солисов |